# Jim Powers
James Manley, noto come Jim Powers (East Rutherford, 4 gennaio 1958), è un ex wrestler statunitense.

## Carriera

### Extreme Championship Wrestling (1994)
Il 22 novembre 1994 a ECW Hardcore TV sfidò senza successo il campione ECW World Heavyweight Shane Douglas per il titolo.

### Independent circuit (2007–2010)
Dopo quasi dieci anni, tornò a lottare nel circuito indipendente fino al 2010, anno del definitivo ritiro.

## Titoli e riconoscimenti
- NWA Jersey
  - NWA New Jersey Television Tag Team Championship (1) – con Danny Inferno[2]
- Northeast Championship Wrestling
  - NCW Tag Team Championship (1) - con Ray Apollo[3]
- Pennsylvania Championship Wrestling
  - PCW Americas Championship (1)[4]
- Pro Wrestling Illustrated
  - 197º posto nella lista dei migliori 500 wrestler singoli nei PWI 500 del 1996[5]